# Lomikámen sněžný
Lomikámen sněžný (Micranthes nivalis) je druh rostliny z čeledi lomikamenovité. Je to vytrvalá bylina s přezimujícími listy a bezlistou lodyhou zakončenou hlávkovitě staženým květenstvím bělavých květů. Je rozšířen v severských oblastech Eurasie i Ameriky. Izolovaná reliktní lokalita je na polské straně Krkonoš. 

## Popis
Lomikámen sněžný je vytrvalá bylina s bezlistou, nevětvenou lodyhou, dorůstající výšky 10 až 15 cm. Přízemní listy tvoří listovou růžici. Jsou tuhé až slabě dužnaté, přezimující, se široce vejčitou až kosníkovitou čepelí s klínovitou bází postupně se zužující v plochý řapík. Na okraji jsou listy hrubě tupě pilovité, brvité a se stopkatými žlázkami, na ploše lysé. Květy jsou téměř přisedlé, uspořádané v chudé, hlávkovitě stažené latě. Kalich je asi do poloviny srostlý, se široce trojúhelníkovitými cípy. Koruna je zelenavě bílá nebo narůžovělá, složená z 5 asi 2,5 až 3,5 mm dlouhých, úzce obvejčitých až obvejčitých korunních lístků. Semeník je polospodní. Plodem je vejcovitě kulovitá, 3 až 4 mm dlouhá tobolka, na vrcholu s rozestálými vytrvalými čnělkami. Semena jsou černohnědá, na povrchu svraskalá, 0,6 až 0,7 mm dlouhá.

## Rozšíření
Druh má obtočnový areál a vyskytuje se v souvislém pásu v arktických a subarktických oblastech severní polokoule. V Evropě roste ve Skandinávii, severním Rusku, Britských ostrovech a Islandu. Izolovaná reliktní lokalita se nachází v Krkonoších, kde se lomikámen sněžný vzácně vyskytuje na výchozu čedičové žíly v prostoru Malé Sněžné jámy na polské straně pohoří.
Lomikámen sněžný roste v prostředí otevřené, mechové tundry, na skalních hřbetech a stinných skalních římsách v nadmořských výškách až 1500 metrů.

## Taxonomie
Druh Micranthes nivalis je velmi podobný druhu Micranthes tenuis a někdy může být obtížné je navzájem odlišit, navíc se občas vyskytují i ve směsných populacích. M. tenuis má zřetelně stopkaté květy, korunní lístky na okraji purpurové a často růžově naběhlé, prodloužené větévky květenství a téměř lysou lodyhu. Bývá také celkově drobnějšího vzrůstu a s menším počtem květů. Oba druhy lze spolehlivě odlišit podle počtu chromozomů.

## Význam
Lomikámen sněžný nemá praktický význam a jako skalnička se nepěstuje.